# Diecezja Kalamazoo
Diecezja Kalamazoo (ang. Diocese of Kalamazoo, łac. Dioecesis Kalamazuensis) – diecezja Kościoła rzymskokatolickiego w metropolii Detroit w Stanach Zjednoczonych. Obejmuje dziewięć hrabstw w południowo-zachodniej części stanu Michigan. Została erygowana 19 grudnia 1970 na terytorium wyłączonym z diecezji Lansing i diecezji Grand Rapids. Patronem diecezji jest św. Augustyn. 